# Григоріанський Етруський музей

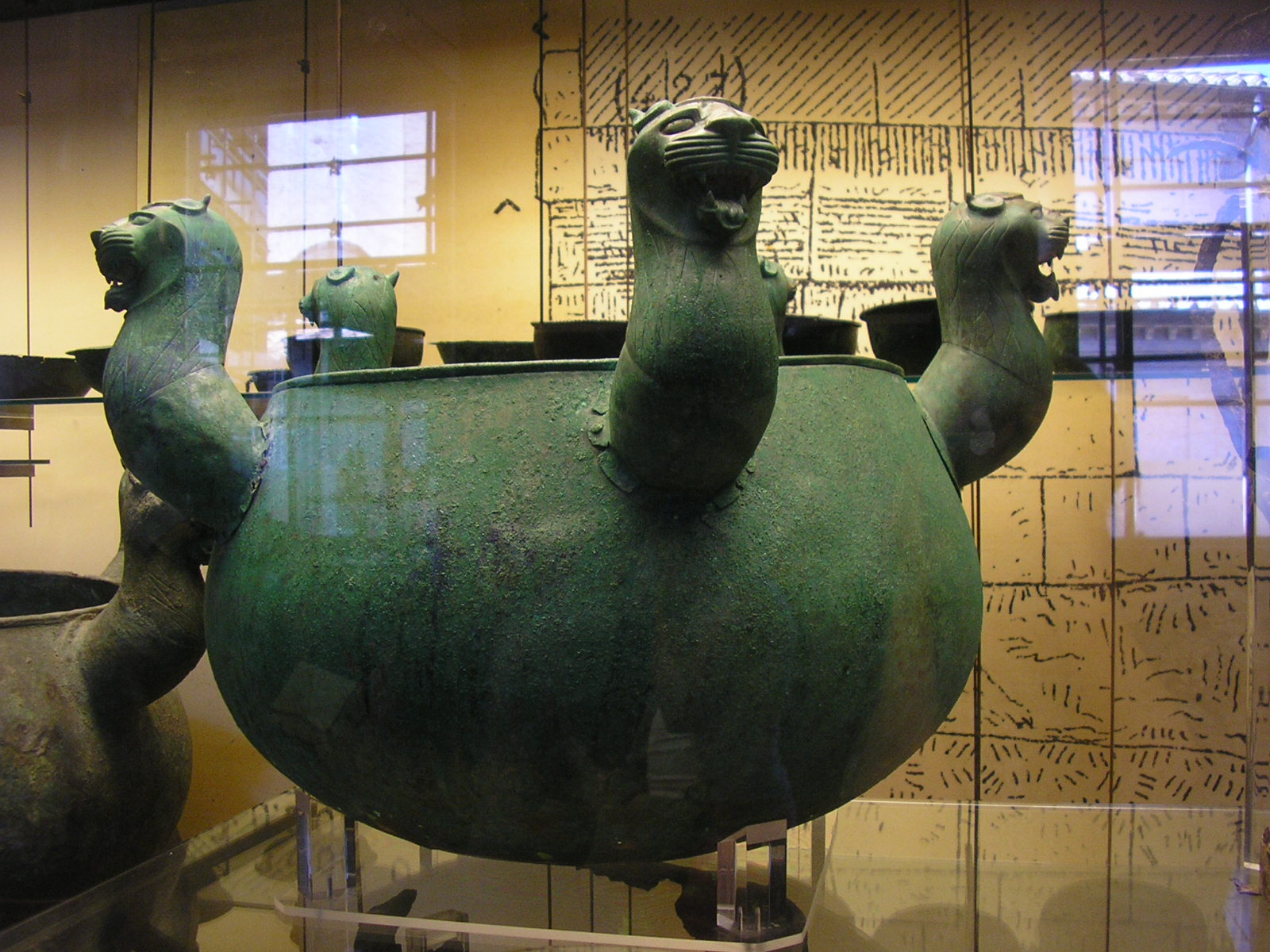
Етруський музей

Григоріанський Етруський музей ( італ. Museo Gregoriano Etrusco) — один з григоріанських музеїв Ватикану, розташований у палаці Інокентія VIII і будівлі часів папи Пія IV. Етруський музей був заснований за наказом папи римського Григорія XVI і відкритий в 1837 році. Основою для його створення стали знахідки, виявлені при археологічних розкопках (з 1828 року) античних поселень в південній Етрурії. Більша частина експонатів знайдена під час розкопок 1836-1837 років в некрополі при Сорбо (на південь від Черветері). Археологічні знахідки з IX-I століть до н. е. розміщені в 18 залах музею. Тут виставлені численні предмети побуту етрусків з кераміки, бронзи, золота і срібла. До експонатів музею також відносяться бронзова статуя Марса (IV століття до н. е.), Мармуровий портрет (Герма) Афіни (фрагмент з Парфенона, V століття до н. е.). Частину музею займають давньогрецькі посудини, знайдені в некрополях етрусків, а також предмети побуту римлян (Antiquarium Romanum) з бронзи, скла, теракоти та кераміки.

## Зали
- Зала I. У цій залі виставлені знахідки (саркофаги, рельєфи, урни) з раннього бронзового періоду етрусків (IX-VIII століть до н. е.), А також архаїчного періоду (VII і VI століть до н. е.).
- Зала II. У залі, прикрашеній фресками Федеріко Бароччі і Федеріко і Тадея Зукарі (1563 р.), знаходиться основна частина колекції з некрополя в Сорбо в Черветері: знахідки з 9 гробниць.

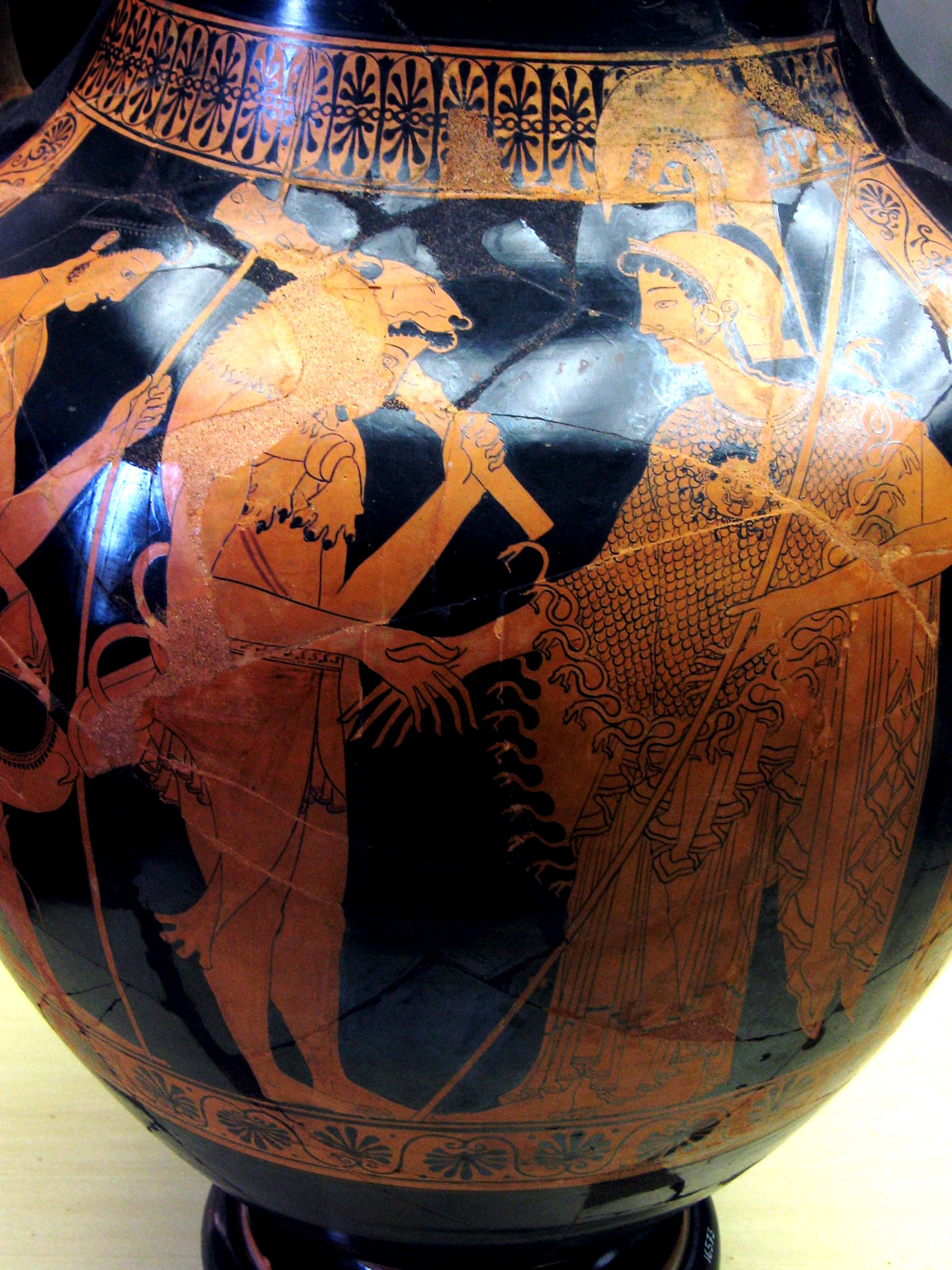
Один з експонатів давньогрецької кераміки в Етруському музеї

- Зала III. У цій залі в хронологічному порядку і типології розташовані об'єкти з бронзи, такі як статуї, предмети повсякденного вжитку. Зала прикрашена фресками із зображенням сцен зі Старого Завіту.
- Зала XV. Тут виставлені теракотові вироби з Риму і Лаціо періоду I століття до н. е. - I до ст. н. е.: предмети зі скла, слонової кістки.
- Зали XVII і XVIII. У цих залах починається колекція ваз. Передусім це розписані грецькі посудини, знайдені в етруських некрополях в XIX столітті, які помилково прийняли за етруські вироби.